# 2008년 하계 올림픽 모리셔스 선수단
2008년 하계 올림픽 모리셔스 선수단은 중화인민공화국 베이징에서 개최된 2008년 하계 올림픽에 참가한 올림픽 모리셔스 선수단이다. 양궁, 배드민턴 등 7종목에 선수를 파견하였으며 12명의 선수로 편성되었다.
모리셔스 선수단은 이번 대회에서 브루노 줄리가 첫 올림픽 메달을 따냄으로써 역대 최고 기록을 갱신하였다.

## 메달리스트
| 메달 | 이름        | 종목 | 세부 종목 | 날짜     |
| ---- | ----------- | ---- | --------- | -------- |
|      | 브루노 줄리 | 복싱 | 밴텀급    | 8월 22일 |